# Marie Alžběta Saská
Marie Alžběta Saská (22. listopadu 1610 Drážďany – 24. října 1684) byla rodem saská princezna a sňatkem s Fridrichem III. Holštýnsko-Gottorpským v letech 1630–1659 holštýnsko-gottorpskou vévodkyní.

## Biografie
Narodila se jako třetí dítě/druhá dcera z deseti potomků saského kurfiřta Jana Jiřího I. a jeho druhé manželky Magdaleny Sibylly Pruské.

## Manželství
Její manželství s holštýnsko-gottorpským vévodou Fridrichem III. (1597–1659), synem holštýnsko-gottorpského vévody Jana Adolfa a jeho manželky, dánské princezny Augusty, dojednaly ženichova babička Žofie Meklenburská, dánská královna vdova po dánském králi Frederikovi II., a nevěstina teta saská vévodkyně vdova Hedvika Dánská, dcera Frederika II. Roku 1627 došlo k zásnubám a 21. února roku 1630 se v Drážďanech uskutečnila svatba. Nevěsta přinesla věnem kromě jiného obrazy od Lucase Cranacha staršího.
Fridrich III. byl v té době na straně Dánska v dolnosasko-dánské válce, zatímco Sasové, i když v této válce nebyli aktivní, stáli na straně nepřátelského rakouského císařského domu.
Roku 1659 Marie Alžběta ovdověla. Rok stála po boku svému synovi, který zdědil trůn ve věku 18 let (jeho dva starší bratři zemřeli ještě před svým otcem) a až poté se v roce 1660 přestěhovala na zámek v Husumi, který sloužil jako hlavní sídlo ovdovělým holštýnsko-gottorpským vévodkyním. Marie Alžběta přebudovala zámek v raně barokním stylu. Její sídlo proslulo jako kulturní centrum a ona sama se stala známou patronkou umění a kultury. Tato doba znamenala pro Husum období rozkvětu.
V roce 1664 nechala ve Šlesviku vytisknout plný text bible. Tato tzv. "Šlesvická bible" nebo "Bible Marie-Alžběty" (luterská bible s textem z roku 1545) získala mimořádnou oblibu. Omezené vydání o max. 100 výtiscích sloužilo především členům a hostům husumského dvora.
Marie Alžběta zemřela 24. října roku 1684. S ní odešla vedoucí osobnost duchovního a kulturního života v Husumi.

## Potomci
Z manželství Marie Alžběty a vévody Fridricha vzešlo a 16 dětí: osm synů a osm dcer, z nich však šest (čtyři chlapci a dvě dívky) zemřeli v útlém věku či hned po narození. Další dva synové zemřeli ještě před úmrtím svého otce, na vévodský trůn tak nakonec usedl až pátý syn vévodského páru.
1. Žofie Augusta Holštýnsko-Gottorpská (5. prosince 1630 – 12. prosince 1680), ⚭ 1649 kníže Jan VI. Anhaltsko-Zerbstský (24. března 1621 – 4. července 1667), kníže anhaltsko-zerbstský
2. Magdalena Sibyla Holštýnsko-Gottorpská (1631–1719), ⚭ 1654 Gustav Adolf Meklenburský (26. února 1633 – 6. října 1695), vévoda z Meklenburska-Güstrow, luteránský administrátor a diecézní kníže v Ratzeburgu
3. Johan Adolf (29. září 1632 – 19. listopadu 1633)
4. Marie Alžběta Holštýnsko-Gottorpská (6. června 1634 – 17. června 1665), ⚭ 1650 Ludvík VI. Hesensko-Darmstadtský (25. ledna 1630 – 24. dubna 1678), lankrabě hesensko-darmstadtský
5. Fridrich (17. července 1635 – 12. srpna 1654)
6. Hedvika Eleonora Holštýnsko-Gottorpská (23. října 1636 – 24. listopadu 1715), ⚭ 1654 Karel X. Gustav (8. listopadu 1622 – 13. února 1660), švédský král od roku 1654 až do své smrti
7. Adolf August (1. září 1637 – 20. listopadu 1637)
8. Johan Jiří (8. srpna 1638 – 25. listopadu 1655)
9. Anna Dorotea (13. února 1640 – 13. května 1713)
10. Kristián Albrecht Holštýnsko-Gottorpský (13. února 1641 – 6. ledna 1695), ⚭ 1667 Frederika Amálie Dánská (11. dubna 1649 – 30. října 1704)
11. Gustav Ulrich (16. března 1642 – 23. října 1642)
12. Kristýna Sabina (11. července 1643 – 20. března 1644)
13. August Fridrich (6. května 1646 – 2. října 1705), ⚭ 1676 Kristýna Sasko-Weissenfelská (1656–1698)
14. Adolf (24. srpna 1647 – 27. prosince 1647)
15. Alžběta Žofie (24. srpna 1647 – 16. listopadu 1647)
16. Augusta Marie Holštýnsko-Gottorpská (6. února 1649 – 25. dubna 1728), ⚭ 1670 Fridrich VII. Bádensko-Durlašský (23. září 1647 – 25. června 1709), markrabě bádensko-durlašský

## Vývod z předků
|                     |                                  |  |                                   |                               |  |  |  |  |  |  |  | Jindřich IV. Saský |
|                     |                                  |  |                                   |                               |  |  |  |  |  |  |  |                    |
|                     | August Saský                     |  |                                   |                               |  |  |  |  |  |  |  |                    |
|                     |                                  |  |                                   |                               |  |  |  |  |  |  |  |                    |
|                     |                                  |  |                                   | Kateřina Meklenburská         |  |  |  |  |  |  |  |                    |
|                     |                                  |  |                                   |                               |  |  |  |  |  |  |  |                    |
|                     | Kristián I. Saský                |  |                                   |                               |  |  |  |  |  |  |  |                    |
|                     |                                  |  |                                   |                               |  |  |  |  |  |  |  |                    |
|                     |                                  |  |                                   | Kristián III. Dánský          |  |  |  |  |  |  |  |                    |
|                     |                                  |  |                                   |                               |  |  |  |  |  |  |  |                    |
|                     | Anna Dánská                      |  |                                   |                               |  |  |  |  |  |  |  |                    |
|                     |                                  |  |                                   |                               |  |  |  |  |  |  |  |                    |
|                     |                                  |  |                                   | Dorotea Sasko-Lauenburská     |  |  |  |  |  |  |  |                    |
|                     |                                  |  |                                   |                               |  |  |  |  |  |  |  |                    |
|                     | Jan Jiří I. Saský                |  |                                   |                               |  |  |  |  |  |  |  |                    |
|                     |                                  |  |                                   |                               |  |  |  |  |  |  |  |                    |
|                     |                                  |  |                                   | Jáchym II. Hektor Braniborský |  |  |  |  |  |  |  |                    |
|                     |                                  |  |                                   |                               |  |  |  |  |  |  |  |                    |
|                     | Jan Jiří Braniborský             |  |                                   |                               |  |  |  |  |  |  |  |                    |
|                     |                                  |  |                                   |                               |  |  |  |  |  |  |  |                    |
|                     |                                  |  |                                   | Magdalena Saská               |  |  |  |  |  |  |  |                    |
|                     |                                  |  |                                   |                               |  |  |  |  |  |  |  |                    |
|                     | Žofie Braniborská                |  |                                   |                               |  |  |  |  |  |  |  |                    |
|                     |                                  |  |                                   |                               |  |  |  |  |  |  |  |                    |
|                     |                                  |  |                                   | Jiří Braniborsko-Ansbašský    |  |  |  |  |  |  |  |                    |
|                     |                                  |  |                                   |                               |  |  |  |  |  |  |  |                    |
|                     | Sabina Braniborsko-Ansbašská     |  |                                   |                               |  |  |  |  |  |  |  |                    |
|                     |                                  |  |                                   |                               |  |  |  |  |  |  |  |                    |
|                     |                                  |  |                                   | Hedvika Minsterberská         |  |  |  |  |  |  |  |                    |
|                     |                                  |  |                                   |                               |  |  |  |  |  |  |  |                    |
| Marie Alžběta Saská |                                  |  |                                   |                               |  |  |  |  |  |  |  |                    |
|                     |                                  |  |                                   |                               |  |  |  |  |  |  |  |                    |
|                     |                                  |  | Fridrich I. Braniborsko-Ansbašský |                               |  |  |  |  |  |  |  |                    |
|                     |                                  |  |                                   |                               |  |  |  |  |  |  |  |                    |
|                     | Albrecht Braniborsko-Ansbašský   |  |                                   |                               |  |  |  |  |  |  |  |                    |
|                     |                                  |  |                                   |                               |  |  |  |  |  |  |  |                    |
|                     |                                  |  |                                   | Žofie Jagellonská             |  |  |  |  |  |  |  |                    |
|                     |                                  |  |                                   |                               |  |  |  |  |  |  |  |                    |
|                     | Albrecht Fridrich Pruský         |  |                                   |                               |  |  |  |  |  |  |  |                    |
|                     |                                  |  |                                   |                               |  |  |  |  |  |  |  |                    |
|                     |                                  |  |                                   | Erik I. Brunšvicko-Lüneburský |  |  |  |  |  |  |  |                    |
|                     |                                  |  |                                   |                               |  |  |  |  |  |  |  |                    |
|                     | Anna Marie Brunšvicko-Lüneburská |  |                                   |                               |  |  |  |  |  |  |  |                    |
|                     |                                  |  |                                   |                               |  |  |  |  |  |  |  |                    |
|                     |                                  |  |                                   | Alžběta Braniborská           |  |  |  |  |  |  |  |                    |
|                     |                                  |  |                                   |                               |  |  |  |  |  |  |  |                    |
|                     | Magdalena Sibylla Pruská         |  |                                   |                               |  |  |  |  |  |  |  |                    |
|                     |                                  |  |                                   |                               |  |  |  |  |  |  |  |                    |
|                     |                                  |  |                                   | Jan III. Klevský              |  |  |  |  |  |  |  |                    |
|                     |                                  |  |                                   |                               |  |  |  |  |  |  |  |                    |
|                     | Vilém z Jülich-Cleves-Bergu      |  |                                   |                               |  |  |  |  |  |  |  |                    |
|                     |                                  |  |                                   |                               |  |  |  |  |  |  |  |                    |
|                     |                                  |  |                                   | Marie Jülichu-Bergu           |  |  |  |  |  |  |  |                    |
|                     |                                  |  |                                   |                               |  |  |  |  |  |  |  |                    |
|                     | Marie Eleonora Klevská           |  |                                   |                               |  |  |  |  |  |  |  |                    |
|                     |                                  |  |                                   |                               |  |  |  |  |  |  |  |                    |
|                     |                                  |  |                                   | Ferdinand I. Habsburský       |  |  |  |  |  |  |  |                    |
|                     |                                  |  |                                   |                               |  |  |  |  |  |  |  |                    |
|                     | Marie Habsburská                 |  |                                   |                               |  |  |  |  |  |  |  |                    |
|                     |                                  |  |                                   |                               |  |  |  |  |  |  |  |                    |
|                     |                                  |  |                                   | Anna Jagellonská              |  |  |  |  |  |  |  |                    |
|                     |                                  |  |                                   |                               |  |  |  |  |  |  |  |                    |